# الحنايا (رغوان)

تعديل مصدري - تعديل

الحنايا هي إحدى قرى عزلة رغوان بمديرية رغوان التابعة لمحافظة مأرب، بلغ تعداد سكانها 112 نسمة حسب تعداد اليمن لعام 2004.